# Ulica Nowosądecka w Krakowie
Ulica Nowosądecka – ulica w Krakowie, położona we fragmencie w administracyjnej dzielnicy XI Podgórze Duchackie oraz dzielnicy XIII Podgórze. Jest częścią III obwodnicy Krakowa.

## Historia
Ulica została wytyczona na przełomie lat 70. i 80. XX wieku, w związku z budową z nowej arterii komunikacyjnej łączącej skrzyżowanie ul. Henryka Kamieńskiego i ul. Wielickiej z Osiedlem Kurdwanów Nowy. W 2000 roku w ciągu ulicy oddano do użytku torowisko tramwajowe od ulicy Wielickiej do pętli „Kurdwanów P+R” oraz Borka Fałęckiego. Torowisko to wchodzi w skład Krakowskiego Szybkiego Tramwaju.
1 lipca 1942 roku, przed wytyczeniem ul. Nowosądeckiej, przy jej obecnym początku straceno z rąk funkcjonariuszy hitlerowskich, jedenastu polaków, co upamiętnia stosowny, niewielki pomnik.

## Przebieg
Ulica zaczyna swój bieg na skrzyżowaniu z ulicami Henryka Kamieńskiego i ul. Wielickiej. Na środkowym odcinku, ulica ogranicza Osiedle Na Kozłówce. Przy ulicy znajduje się również Parafia Matki Bożej Różańcowej. Dalej ulica biegnie w kierunku zachodnim, gdzie ogranicza Osiedle Piaski Nowe. Ulica kończy swój bieg na skrzyżowaniu z ul. Wincentego Witosa i ul. Łużycką, gdzie jej przedłużeniem staje się ta pierwsza.

## Infrastruktura
Ulica Nowosądecka jest czteropasmową drogą z torowiskiem tramwajowym do pętli „Kurdwanów P+R” oraz Borka Fałęckiego z, ulokowanym w pasie zieleni, dzielącym obie jezdnie ulicy. W ciągu ulicy znajdują się cztery przystanki tramwajowo-autobusowe MPK Kraków – „Bieżanowska” (przy skrzyżowaniu z ul. Henryka Kamieńskiego i ul. Wielicką), „Dauna” (przy blokach Osiedla Na Kozłówce), Piaski Nowe” (przy Parafii Matki Bożej Różańcowej). Ulica jest częścią III obwodnicy Krakowa. 

## Galeria

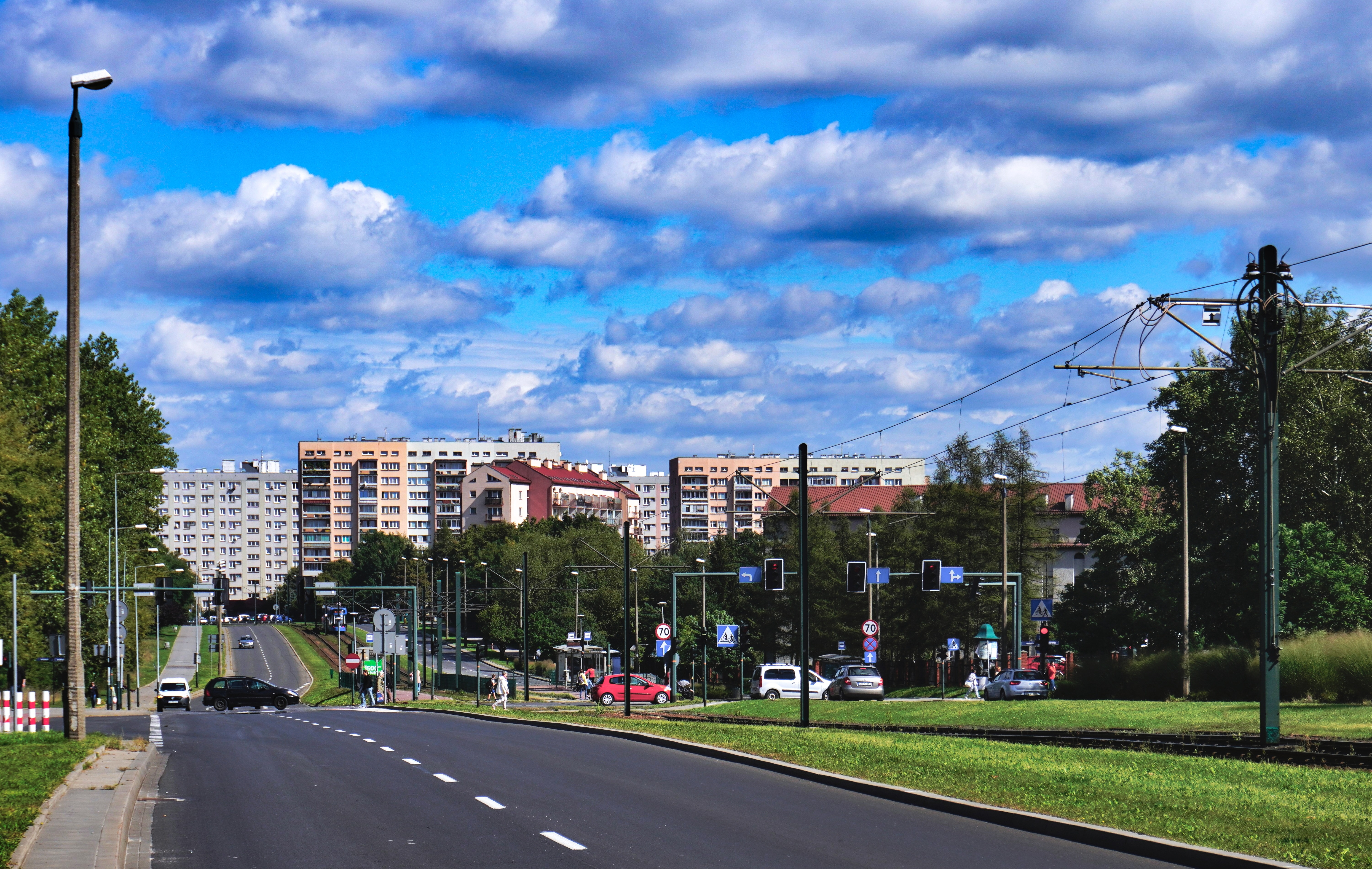
Widok od skrzyżowania z ulicą Łużycką na północny wschód
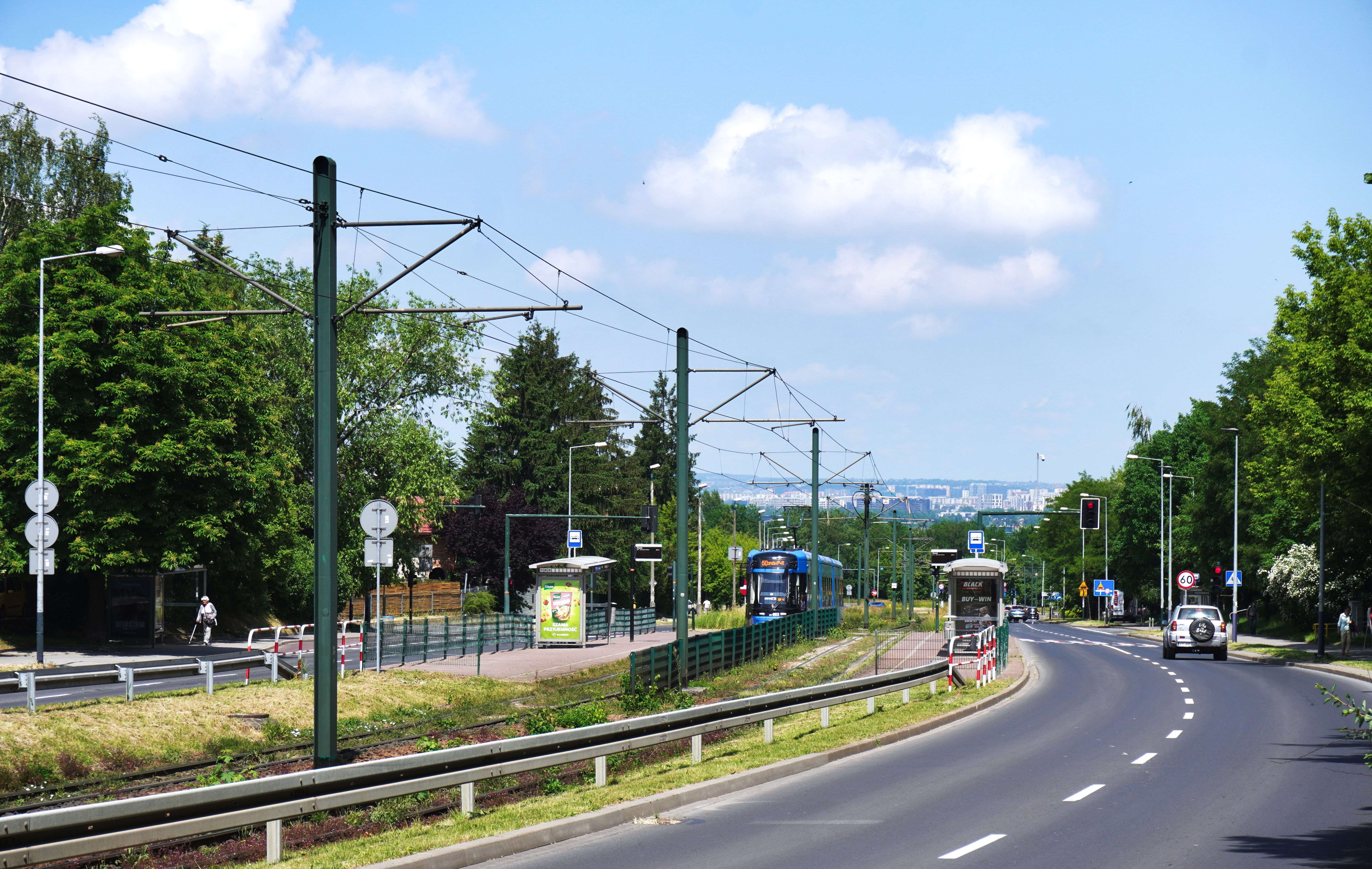
Widok od skrzyżowania z ul. Spółdzielców na północ
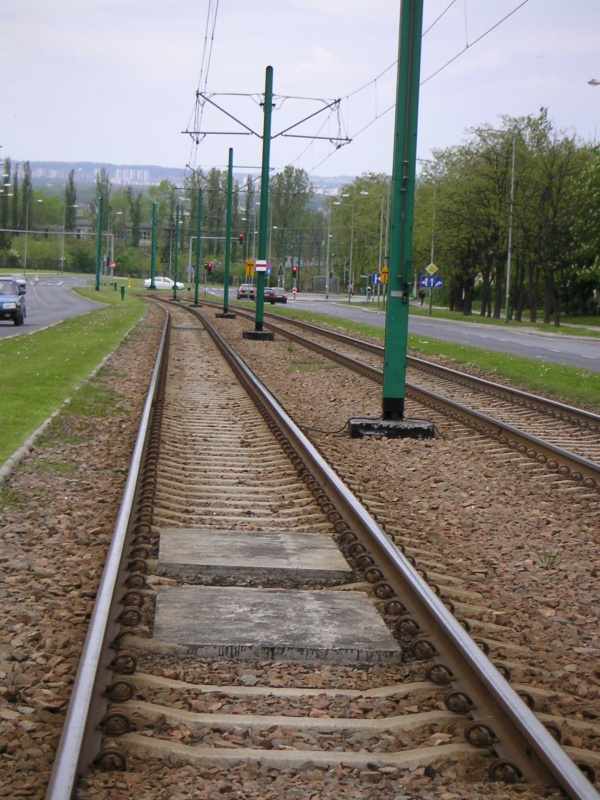
Torowisko Krakowskiego Szybkiego Tramwaju na ul. Nowosądeckiej
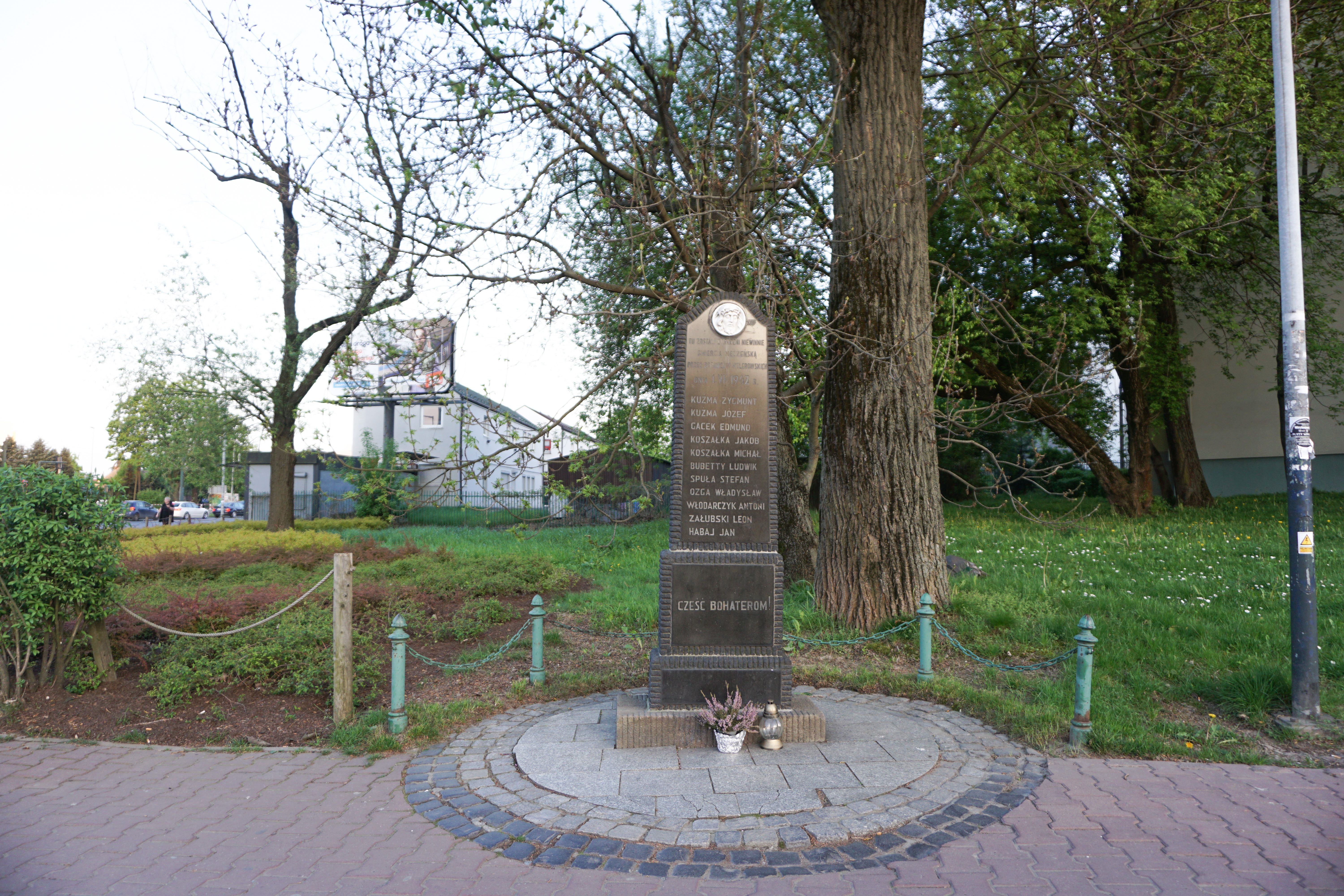
Pomnik upamiętniający jedenaście straconych osób 1 lipca 1942
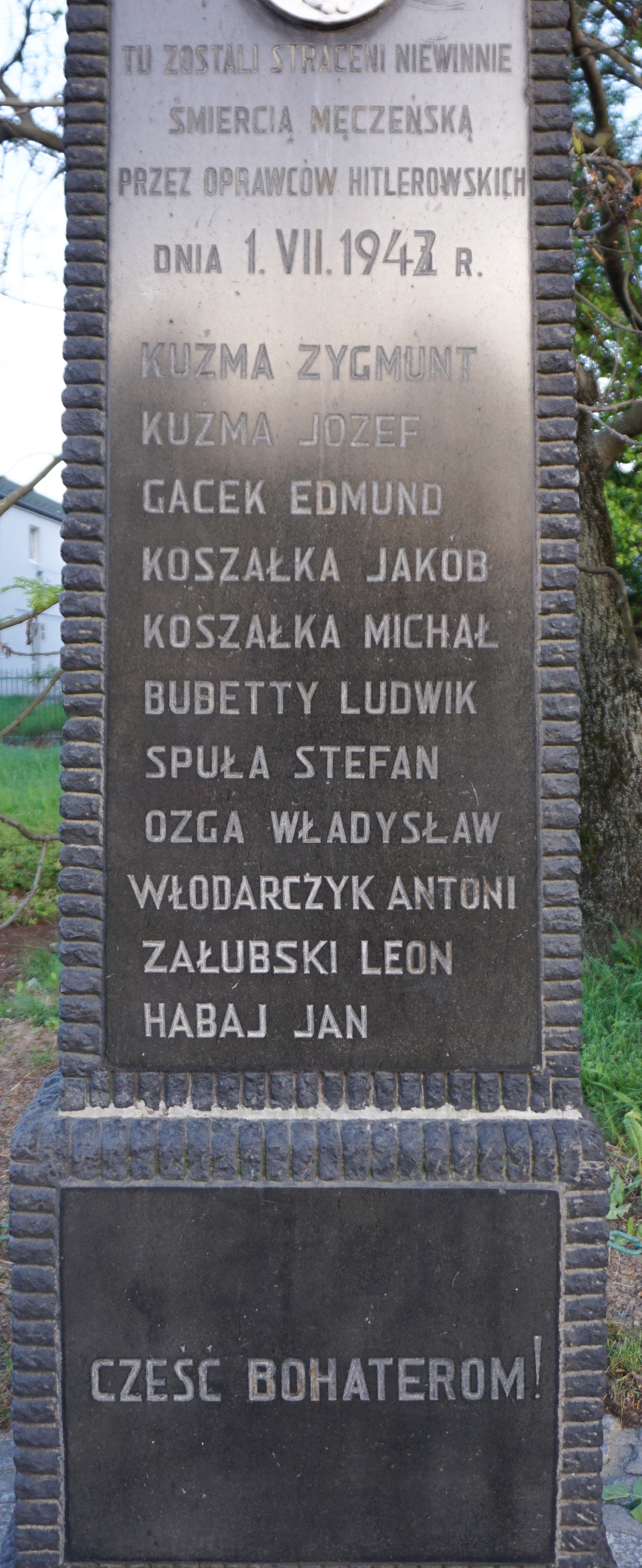
Tablica informacyjna znajdująca się na pomniku